# دهستان توری (۱۹۹۱)
دهستان توری (به لاتین: Tori Parish) یک دهستان در استونی بود که در شهرستان پارنو قرار داشت. دهستان توری ۲۸۲٫۱ کیلومتر مربع مساحت و ۲٬۵۳۸ نفر جمعیت داشتت.